# Crédit de véracité

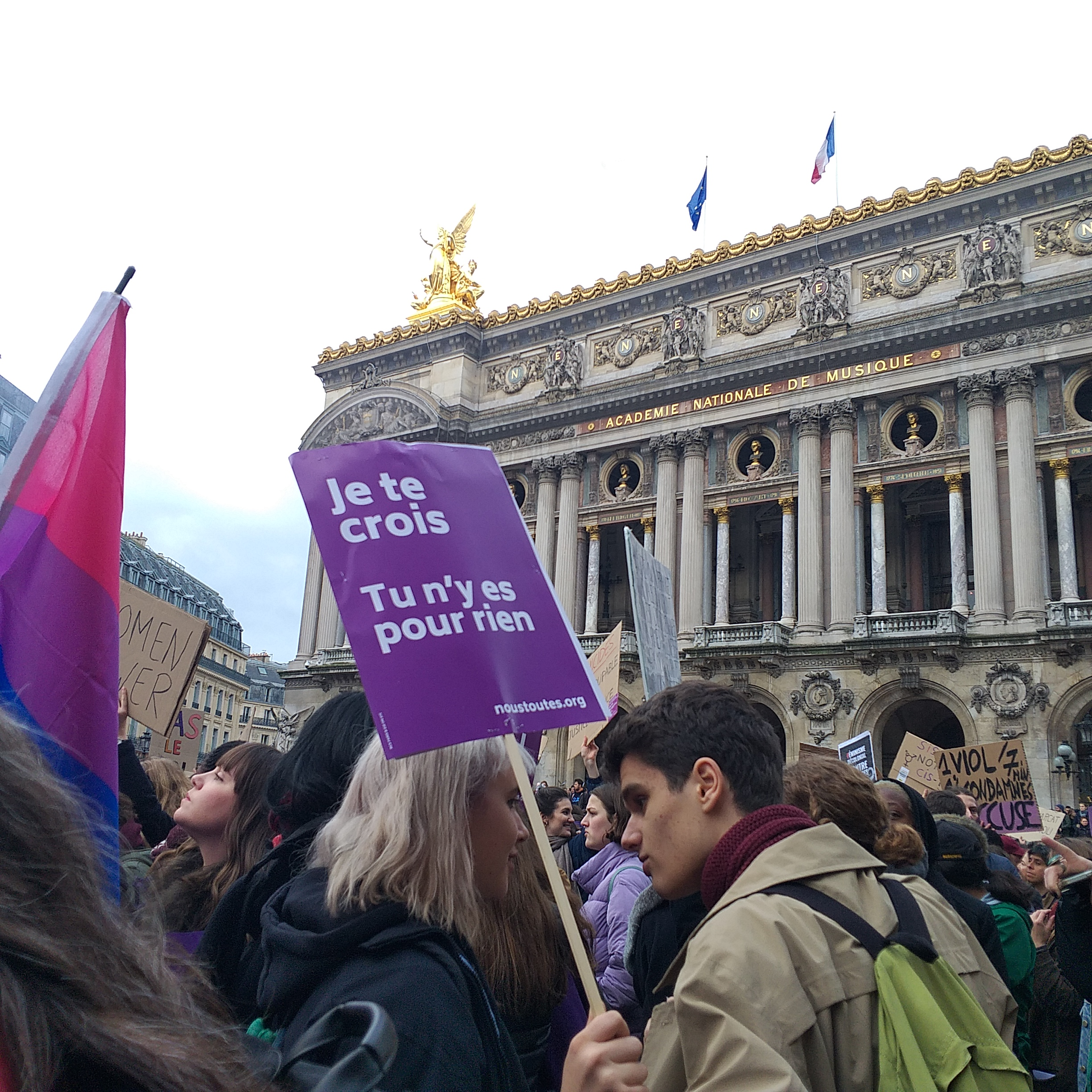
Je te crois, slogan féministe envers les victimes de violences sexuelles, lors de la marche contre les violences faites aux femmes le 23 novembre 2019 à Paris.

Le crédit de véracité ou présomption de véracité est le principe selon lequel la personne qui se déclare victime d'un viol ou d'une agression sexuelle est supposée dire la vérité jusqu'à preuve du contraire. 

## Principe

### Présomption d'innocence
La présomption d'innocence signifie que toute personne suspectée ou poursuivie est présumée innocente tant que la preuve de sa culpabilité n'est pas établie. Elle a pour objectif d'éviter les erreurs judiciaires. La présomption d'innocence est garantie par la Déclaration Universelle des Droits de l’Homme de 1948 à l’article 11. Elle s'applique en Europe, au Canada, aux États-Unis, en Afrique du Sud, en Iran, en Russie, en Colombie, les tribunaux internationaux.
Dans les affaires d'agression sexuelle, la vérité est difficile à établir au plan judiciaire, car il y a rarement de preuves de l'agression. Ce type d'agressions se déroule souvent sans témoin. C'est donc la parole de la victime contre celle de l'auteur de l'agression. Faute de preuves, l'accusé est parfois réputé non coupable, il est relaxé au bénéfice du doute ; l'affaire peut se terminer par un non-lieu. Certaines personnes accusées attaquent alors en retour la victime pour diffamation ou dénonciation calomnieuse. 
Selon la professeure de sciences juridiques Rachel Chagnon, directrice de l’Institut de recherches et d’études féministes de l’UQAM, le principe de la présomption d’innocence amplifie les préjugés contre la victime. Les victimes seraient coupables de mentir pour faire condamner un homme innocent. 

### Croire les victimes

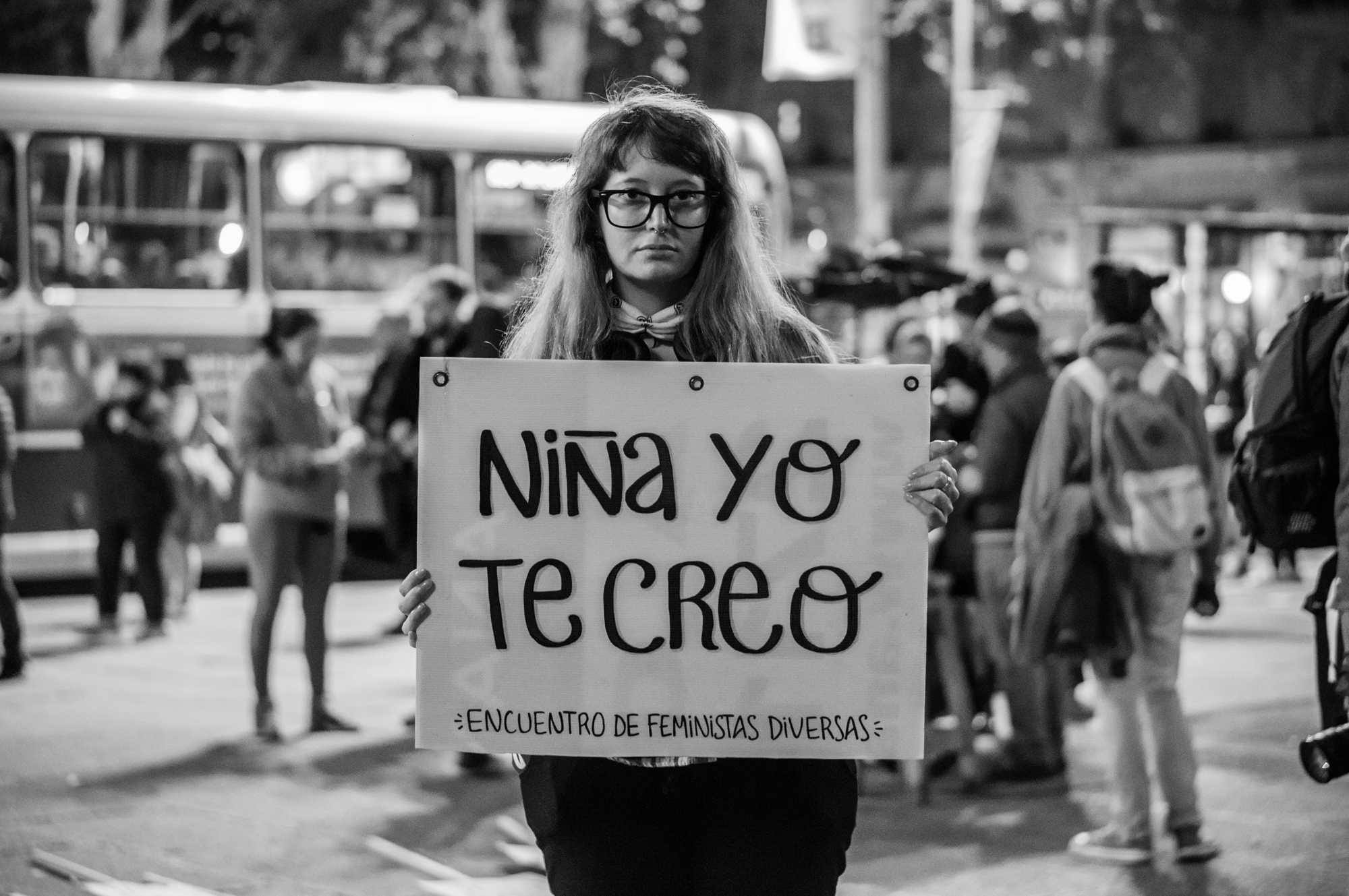
niña, yo te creo (fille, je te crois en espagnol) sur une pancarte lors d'une manifestation féministe à Montevideo en Uruguay en 2017.

Le crédit de véracité s'applique aux victimes, au moment des auditions et de l'enquête. La présomption d'innocence s'applique à la personne incriminée, lors de son procès. Le crédit de véracité ne remplace pas la présomption d'innocence. Elle vient apporter du crédit à la parole de la victime et éviter qu'elle soit remise en cause. Avec le principe de crédit de véracité, les victimes sont supposées dire la vérité jusqu'à preuve du contraire. 
En 2011, lors de l'affaire Dominique Strauss-Kahn, la sociologue française Irène Théry propose d'introduire dans le droit français le crédit de véracité au bénéfice des victimes. Elle emploie le terme de crédit de véracité et non de présomption de véracité pour bien faire la distinction avec la présomption d'innocence. Pour Théry, le crédit de véracité permettrait, en cas de non-lieu au bénéfice du doute, d'éviter de dire « [la victime] a menti », mais que la justice ne sait pas : « on n'affirmerait plus qu'il n'y a pas eu de crime ».

### Critiques
La proposition d'introduire le crédit de véracité est critiquée. « Certains estiment qu'il se heurte au principe de présomption d'innocence, mais aussi d'équité et d'impartialité ». Pour l'avocate française Marie Dosé, une personne acquittée ou dont l'accusation est classée sans suite deviendrait « un coupable dont on n'a pas pu prouver la culpabilité ». Cela pourrait mener, selon elle, à un « lynchage médiatique ». Le juge pour enfants Édouard Durand rapporte que pour de nombreux avocats et magistrats, croire les victimes revient à adopter une posture militante, le terme même de victime étant récusé au profit de celui de plaignant.

## Historique
Au XIXe siècle en France, « le discours selon lequel les femmes sont menteuses, malveillantes, auteures de chantages, hystériques se rencontre abondamment dans la littérature médico-légale ». La plupart des magistrats et policiers s'inquiètent des fausses accusations. D'autre part, les hommes accusés tentent souvent de minimiser les faits et utilisent la réputation des victimes pour les discréditer. Lorsque la plainte aboutit à un non-lieu, les plaignantes sont dépeintes comme de fausses accusatrices. Toutefois, certains non-lieux peuvent s'avérer bénéfiques pour les femmes plaignantes, car cela signifie aux yeux de la société que le viol n'a pas eu lieu et qu'elles ont pu préserver leur virginité. La confiance dans le témoignage des victimes de viols semble augmenter à la fin du XIXe siècle, car le taux d'acquittement passe de 42% à 24%. Néanmoins, face à un système judiciaire composé exclusivement d'hommes, la plainte n'est pas très efficace et les femmes violées doivent faire face à de nombreux obstacles. « Le témoignage des victimes ne suffit pas dans un système social où la responsabilité individuelle des victimes est engagée et où céder à la violence est [perçu] encore [comme] consentir ».
En 2001, deux juges d'instruction français, Sophie Clément et Serge Portelli, publient L'interrogatoire. Dans cet ouvrage, ils questionnent l'interrogatoire face à un juge ou un enquêteur d'une personne incriminée qui peut donner lieu à des abus et des dérives. Leur objectif est de mettre fin à des pratiques d'aveux arrachées sous la pression. Ils proposent d'appliquer le principe d'un « crédit temporaire de bonne foi ».
En 2008, aux États-Unis, Marie est violée par un inconnu cagoulé à son domicile. Marie est une enfant placée. Sa plainte est jugée peu crédible. Aucune enquête n'est menée. Marie est même poursuivie pour dénonciation imaginaire. Trois ans plus tard, une autre victime porte plainte pour viol, dans les mêmes conditions. Une enquête est ouverte. Le criminel est arrêté. La série Unbelievable diffusée sur Netflix s'inspire de cette histoire.
Jusqu'en 2010, en France, une personne accusée de violences sexuelles et relaxée peut automatiquement attaquer la plaignante pour dénonciation calomnieuse. Pour Marylin Baldeck, cette disposition consacre une « présomption de mensonge » de la part de la plaignante. Après 2010, la plainte en dénonciation calomnieuse est possible seulement si les juges estiment que l'agression ou le viol n'a pas eu lieu ; auparavant, elle pouvait aussi être lancée si la relaxe a eu lieu à cause de charges insuffisantes. Toutefois, Marylin Baldeck note que les plaintes pour diffamation ont remplacé celles en dénonciation calomnieuse et s'apparentent, pour elle, à des « procédures bâillons » visant à faire taire les victimes. 
L'Association européenne contre les violences faites aux femmes au travail plaide pour que le crédit de véracité soit le principe appliqué aux victimes lors des auditions. Le crédit de véracité permettrait de respecter les victimes et de faire avancer les enquêtes.

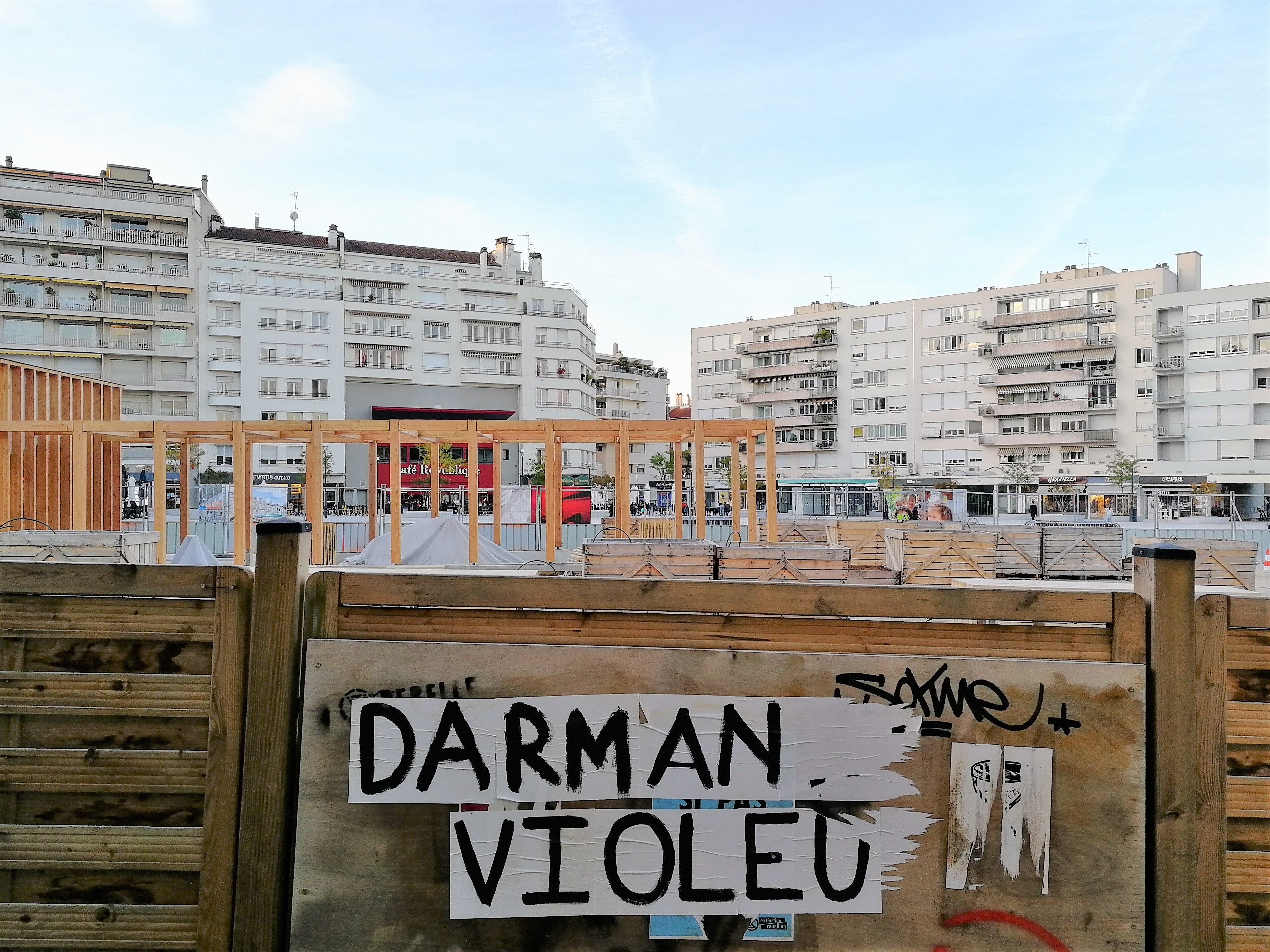
Collage féministe accusant le ministre de l'intérieur français, Gérald Darmanin, d'être un violeur (octobre 2020). En 2022, l'affaire se solde par un non-lieu.

En France, le 17 février 2015, dans l'affaire du Carlton de Lille, Dominique Strauss-Kahn est relaxé au bénéfice du doute. Le 15 novembre 2018, Georges Tron est relaxé au bénéfice du doute. En janvier 2022, le parquet requiert un non-lieu en faveur du ministre de Gérald Darmanin, visé par une plainte pour viol.
Irène Théry affirme en 2021 que cette disposition est entrée dans le droit grâce à des luttes féministes dans le domaine du droit du travail.